# Centrolene antioquiense
Centrolene antioquiense är en groddjursart som först beskrevs av Noble 1920.  Centrolene antioquiense ingår i släktet Centrolene och familjen glasgrodor. IUCN kategoriserar arten globalt som nära hotad. Inga underarter finns listade i Catalogue of Life.